# Karen Dolva
Karen Marcussen Dolva (nascida em 1990, na Noruega) é uma empresária norueguesa. Ela é co-fundadora e diretora executiva da empresa No Isolation.

## Biografia
Karen Dolva estudou ciência da computação e design de interação na Universidade de Oslo, na capital da Noruega. Depois de se formar, ela trabalhou para o StartupLab, uma incubadora de negócios voltada para a tecnologia em Oslo. Mais tarde, ela co-fundou a empresa de consultoria UX Lab. Em outubro de 2015, ela fundou a empresa "No Isolation", com Marius Abel e Matias Doyle, e é sua diretora executiva desde então. A empresa desenvolve e aluga robôs de telepresença para permitir que crianças doentes frequentem a escola. O protótipo para isso foi testado, em fevereiro de 2016.
A empresa e Karen Dolva em seu papel como fundadora e CEO da "No Isolation" receberam mais atenção da mídia depois que o robô foi apresentado na Noruega. O ministro da Saúde , Bent Høie, visitou a empresa no verão de 2016 e Karen Dolva apareceu no talk show norueguês Lindmo, em 2019. Ao robô de telepresença seguiu-se o projeto “Komp”, que visa facilitar o contato dos idosos com outras pessoas. Ambos os produtos receberam atenção renovada da mídia como resultado da pandemia de COVID-19.

## Prêmios
- Em 2018, Dolva recebeu o prêmio de € 20.000 Women Innovators da Comissão Europeia na categoria Rising Innovators, que reconhece mulheres empresárias excepcionais com menos de 30 anos.[11]
- A Forbes a nomeou uma das 50 mulheres líderes mundiais em tecnologia em 2019.[12]
- Em novembro de 2020, Dolva foi incluída na lista das 100 mulheres de 2020 da BBC[13] por seu negócio, No Isolation, para ajudar as pessoas a lidar com sentimentos de "solidão de bloqueio ".[14]